# Woori Finance Holdings
Woori Finance Holdings est une entreprise financière sud-coréenne, créée en 2001, elle regroupe notamment la Woori Bank, ainsi que les autres filiales comme la Woori Investment & Securities ou encore la Woori Aviva Life Insurance.
1. ↑  Répertoire mondial des LEI (base de données en ligne), consulté le 17 septembre 2024.